# Venezuela en la clasificación de Conmebol para la Copa Mundial de Fútbol de 1998
La selección de fútbol de Venezuela fue una de las nueve selecciones de fútbol que participaron en la clasificación de Conmebol para la Copa Mundial de Fútbol de 1998, en la que se definieron los representantes de Conmebol para la Copa Mundial de Fútbol de 1998, que se desarrolló en Francia.

## Sistema de juego
Para la Copa Mundial de Fútbol de 1998, la Conmebol contó con cuatro cupos directos en su fase clasificatoria, puesto que Brasil ganó el derecho de jugar el Mundial en su condición de campeón vigente.
A diferencia de los procesos clasificatorios anteriores los cuales estaban divididos por fase de grupos, por primera vez y hasta el día de hoy la eliminatoria sudamericana estuvo compuesta por un torneo de todos contra todos entre las nueve escuadras miembros de la Conmebol a excepción de la selección de Brasil dado que ésta estaba clasificada automáticamente por ser el campeón defensor del mundial pasado.

## Tabla final de posiciones
| Equipo    | Pts | PJ | PG | PE | PP | GF | GC | Dif |
| --------- | --- | -- | -- | -- | -- | -- | -- | --- |
| Argentina | 30  | 16 | 8  | 6  | 2  | 23 | 13 | 10  |
| Paraguay  | 29  | 16 | 9  | 2  | 5  | 21 | 14 | 7   |
| Colombia  | 28  | 16 | 8  | 4  | 4  | 23 | 15 | 8   |
| Chile     | 25  | 16 | 7  | 4  | 5  | 32 | 18 | 14  |
| Perú      | 25  | 16 | 7  | 4  | 5  | 19 | 20 | –1  |
| Ecuador   | 21  | 16 | 6  | 3  | 7  | 22 | 21 | 1   |
| Uruguay   | 21  | 16 | 6  | 3  | 7  | 18 | 21 | –3  |
| Bolivia   | 17  | 16 | 4  | 5  | 7  | 18 | 21 | –3  |
| Venezuela | 3   | 16 | 1  | 2  | 13 | 8  | 41 | -33 |

## Partidos

### Primera vuelta
| 24 de abril de 1996 | Venezuela | 0:2 (0:0) | Uruguay               | Estadio Brígido Iriarte, Caracas                          |                                                           |
|                     |           | Reporte   | Otero 54' · Poyet 77' | Asistencia: 6.839 espectadores Árbitro(s): Alberto Tejada | Asistencia: 6.839 espectadores Árbitro(s): Alberto Tejada |

| 2 de junio de 1996 | Venezuela | 1:1 (1:0) | Chile        | Estadio Agustín Tovar, Barinas                               |                                                              |
|                    | Guerra 7' | Reporte   | Margas 90+2' | Asistencia: 8.074 espectadores Árbitro(s): Epifanio González | Asistencia: 8.074 espectadores Árbitro(s): Epifanio González |

| 7 de julio de 1996 | Bolivia                                                                                  | 6:1 (2:0) | Venezuela         | Estadio Hernando Siles, La Paz                           |                                                          |
|                    | Sandy 3' · Etcheverry 41' (p) · Baldivieso 61' · Coimbra 67' · Berthy 78' · Paniagua 80' | Reporte   | Tortolero 65' (p) | Asistencia: 50.000 espectadores Árbitro(s): José Da Rosa | Asistencia: 50.000 espectadores Árbitro(s): José Da Rosa |

| 1 de septiembre de 1996 | Ecuador     | 1:0 (1:0) | Venezuela | Estadio Olímpico Atahualpa, Quito                         |                                                           |
|                         | Aguinaga 4' | Reporte   |           | Asistencia: 36.889 espectadores Árbitro(s): Carlos Robles | Asistencia: 36.889 espectadores Árbitro(s): Carlos Robles |

| 9 de octubre de 1996 | Venezuela                        | 2:5 (1:1) | Argentina                                                                 | Polideportivo de Pueblo Nuevo, San Cristóbal                    |                                                                 |
|                      | Savarese 7' · Dudamel 87' (t.l.) | Reporte   | Ariel Ortega 35' · Sorín 68' · Diego Simeone · Morales 86' · Albornoz 90' | Asistencia: 30.000 espectadores Árbitro(s): Eduardo Dluzniewski | Asistencia: 30.000 espectadores Árbitro(s): Eduardo Dluzniewski |

| 10 de noviembre de 1996 | Perú                                         | 4:1 (2:0) | Venezuela | Estadio Nacional, Lima                                  |                                                         |
|                         | Reynoso 4' · Julinho 21' · Palacios 49', 83' | Reporte   | Díaz 78'  | Asistencia: 31.036 espectadores Árbitro(s): René Ortubé | Asistencia: 31.036 espectadores Árbitro(s): René Ortubé |

| 15 de diciembre de 1996 | Venezuela | 0:2 (0:1) | Colombia                     | Polideportivo de Pueblo Nuevo, San Cristóbal               |                                                            |
|                         |           | Reporte   | Bermúdez 7' · Valenciano 50' | Asistencia: 40.000 espectadores Árbitro(s): Eduardo Gamboa | Asistencia: 40.000 espectadores Árbitro(s): Eduardo Gamboa |

| 12 de enero de 1997 | Venezuela | 0:2 (0:1) | Paraguay                | Estadio Guillermo Soto Rosa, Mérida                      |                                                          |
|                     |           | Reporte   | Benítez 6' · Enciso 62' | Asistencia: 7.981 espectadores Árbitro(s): Ángel Sánchez | Asistencia: 7.981 espectadores Árbitro(s): Ángel Sánchez |

### Segunda vuelta
| 2 de abril de 1997 | Uruguay                                     | 3:1 (1:0) | Venezuela     | Estadio Centenario, Montevideo                          |                                                         |
|                    | de los Santos 29' · Montero 46' · Otero 59' | Reporte   | Castellín 55' | Asistencia: 37.000 espectadores Árbitro(s): René Ortubé | Asistencia: 37.000 espectadores Árbitro(s): René Ortubé |

| 29 de abril de 1997 | Chile                                        | 6:0 (3:0) | Venezuela | Estadio Monumental, Santiago                                     |                                                                  |
|                     | Zamorano 19', 27', 32', 47', 85' · Reyes 66' | Reporte   |           | Asistencia: 42.034 espectadores Árbitro(s): Arturo Brizio Carter | Asistencia: 42.034 espectadores Árbitro(s): Arturo Brizio Carter |

| 8 de junio de 1997 | Venezuela    | 1:1 (0:0) | Bolivia      | Estadio Luis Loreto Lira, Valera                            |                                                             |
|                    | Savarese 70' | Reporte   | Castillo 80' | Asistencia: 3.352 espectadores Árbitro(s): Fernando Panesso | Asistencia: 3.352 espectadores Árbitro(s): Fernando Panesso |

| 6 de julio de 1997 | Venezuela   | 1:1 (0:0) | Ecuador          | Estadio José Encarnación Romero, Maracaibo                |                                                           |
|                    | Miranda 75' | Reporte   | Iván Hurtado 55' | Asistencia: 4.729 espectadores Árbitro(s): Arturo Angeles | Asistencia: 4.729 espectadores Árbitro(s): Arturo Angeles |

| 20 de julio de 1997 | Argentina  | 2:0 (1:0) | Venezuela     | Estadio Antonio Vespucio Liberti, Buenos Aires              |                                                             |
|                     | Crespo 31' | Reporte   | Pablo Paz 58' | Asistencia: 48.000 espectadores Árbitro(s): Wilson de Souza | Asistencia: 48.000 espectadores Árbitro(s): Wilson de Souza |

| 20 de agosto de 1997 | Venezuela | 0:3 (0:1) | Perú                                    | Estadio Agustín Tovar, Barinas                                |                                                               |
|                      |           | Reporte   | Marengo 14' · Julinho 56' · Maestri 82' | Asistencia: 10.000 espectadores Árbitro(s): Peter Prendergast | Asistencia: 10.000 espectadores Árbitro(s): Peter Prendergast |

| 10 de septiembre de 1997 | Colombia    | 1:0 (0:0) | Venezuela | Estadio Metropolitano Roberto Meléndez, Barranquilla        |                                                             |
|                          | Cabrera 68' | Reporte   |           | Asistencia: 35.000 espectadores Árbitro(s): Carlos Pimentel | Asistencia: 35.000 espectadores Árbitro(s): Carlos Pimentel |

| 12 de octubre de 1997 | Paraguay   | 1:0 (0:0) | Venezuela | Estadio Defensores del Chaco, Asunción                     |                                                            |
|                       | Torres 69' | Reporte   |           | Asistencia: 35.000 espectadores Árbitro(s): Esse Baharmast | Asistencia: 35.000 espectadores Árbitro(s): Esse Baharmast |

## Convocados
| Pos.           | Nombre                     | Club(1997)            |
| -------------- | -------------------------- | --------------------- |
| Portero        | Gilberto Angelucci         | San Lorenzo           |
| Portero        | Danny Vigas                | Zulia Futbol Club     |
| Portero        | Rafael Dudamel             | Quilmes A.C.          |
| Portero        | Tulio Hernández            | Minerven              |
| Portero        | José Fasciana              | Monagas SC            |
| Portero        | César Baena                | Caracas FC            |
| Portero        | Félix Golindano            | Happy Valley AA       |
| Defensa        | Luis Filosa                | Mineros de Guayana    |
| Defensa        | William González           | Mineros de Guayana    |
| Defensa        | Luis Vallenilla            | Trujillanos           |
| Defensa        | Leo González               | Trujillanos           |
| Defensa        | David McIntosh             | Atlético Zulia        |
| Defensa        | Alexander Hezzel           | Caracas FC            |
| Defensa        | Carlos José García         | Táchira               |
| Centrocampista | Edson Tortolero            | Atlético Zulia        |
| Centrocampista | Sergio Alejandro Hernández | Táchira               |
| Centrocampista | Jesús Valiente             | Trujillanos           |
| Centrocampista | Gerson Díaz Mendoza        | Deportivo Mandiyú     |
| Centrocampista | Stalin Rivas               | Caracas FC            |
| Centrocampista | Wilson Chacón              | Real Cartagena        |
| Centrocampista | Félix Hernández            | ItalChacao            |
| Centrocampista | Gabriel Urdaneta           | Atlético Zulia        |
| Centrocampista | Luis Vera                  | Atlético Zulia        |
| Centrocampista | Daniel de Oliveira         | New Orleans Storm     |
| Delantero      | Rafael Castellín           | Caracas FC            |
| Delantero      | Ruberth Morán              | Atlético Zulia        |
| Delantero      | Diony Guerra               | Deportes Concepción   |
| Delantero      | Giovanni Savarese          | MetroStars            |
| Delantero      | Juan García Rivas          | Atlético Zulia        |
| Delantero      | Didier Sanabria            | Táchira               |
| Delantero      | José Luis Dolgetta         | Estudiantes de Mérida |
| Delantero      | Daniel Noriega             | Rayo Vallecano        |
| Delantero      | Noel Sanvicente            | Caracas FC            |

## Goleadores
El goleador de la selección venezolana durante las clasificatorias fue Giovanni Savarese, con dos anotaciones. 
| Jugador           | Selección | Goles |
| ----------------- | --------- | ----- |
| Giovanni Savarese | Venezuela | 2     |
| Rafael Castellín  | Venezuela | 1     |
| Gerson Díaz       | Venezuela | 1     |
| Rafael Dudamel    | Venezuela | 1     |
| Diony Guerra      | Venezuela | 1     |
| Gabriel Miranda   | Venezuela | 1     |
| Edson Tortolero   | Venezuela | 1     |